# Gmina Garden (Iowa)

Położenie Gminy Garden w hrabstwie Boone

Gmina Garden (ang. Garden Township) – gmina w USA, w stanie Iowa, w hrabstwie Boone. Według danych z 2000 roku gmina miała 1022 mieszkańców.